# Halo Friendlies
Halo Friendlies es una banda de punk pop formada en 1997 en Long Beach, California. Fundada por Judita Wignall, se le unieron Cheryl Hecht, Natalie Bolanos y Deanna Moody. Cheryl fue reemplazada por Ginger Reyes, actual bajista de Smashing Pumpkins. El grupo, integrado exclusivamente por mujeres, se desintegró en 2007.

## Historia
La banda se fundó en 1997 y las cuatro chicas comenzaron a ensayar en el garaje de Judita. Sus primeros álbumes fueron Halo Friendlies y Acid Wash, lanzados por un sello local. En 2002, la banda viaja a Europa de gira visitando Bosnia y Kosovo, ya que fueron invitadas por las tropas estadounidenses que allí se encontraban. En ese mismo año, la banda logra cierta fama internacional apareciendo en la famosa serie de Sarah Michelle Gellar, Buffy la cazavampiros, donde tocan el tema "Run Away".
En ese mismo año la banda recibe la colaboración de Kim Shattuck, de la banda The Muffs ─esta cantante ya había realizado una notable colaboración con Fat Mike en «Lori Meyers», del álbum Punk in Drublic─, para el álbum debut Get Real, lanzado por Tooth & Nail Records. Tras el lanzamiento de su primer álbum, la banda participa en el Warped Tour tocando junto a bandas como Good Charlotte y logran un importante éxito con su single "Sellout", constantemente pinchado en MTV2, Fuse o Kerrang! TV. Además, logra ser uno de los mejores 100 videoclips del año 2003 para Scuzz TV.
Es entonces cuando las chicas deciden viajar de gira al Reino Unido, donde acompañarán a los galeses Funeral For A Friend durante cuatro semanas en las islas. En 2003, la banda volvería a Gran Bretaña para girar, esta vez, junto a los californianos Lagwagon.

## Miembros

### Última formación
- Judita Wignall - cantante, guitarra
- Ginger Reyes - cantante, bajo
- Natalie Bolanos - guitarra, coros
- Claudia Rossi - baterista

### En el pasado
- Cheryl Hecht - bajo
- Deanna Moody - baterista

## Discografía
- Get Real - 2002 (Tooth & Nail Records)